# Jake Goldberg
Jacob Goldberg (Westchester, Nueva York; 7 de febrero de 1996) es un exactor infantil estadounidense que es conocido por prestar su voz a Pablo en la serie animada de Nickelodeon The Backyardigans y por interpretar a Greg Feder en Grown Ups y Grown Ups 2. En 2014 Goldberg fue nominado a un premio Golden Raspberry, junto con el resto del elenco de la película Grown Ups 2. Asistió a la Universidad de Colorado en Boulder.

## Carrera
En 2008, actuó en el episodio Unorthodox de la serie Law & Order: Special Victims Unit junto con Christopher Meloni, bajo el papel de Adam Trembley. Hizo la voz de Pablo en el programa infantil The Backyardigans en las temporadas 2, 3 y 4. En 2009 interpretó a Connor en un episodio de la serie 30 Rock. En 2010 apareció en la película Grown Ups interpretando a Greg Feder, hijo de Lenny Feder (Adam Sandler). 
El 15 de enero de 2014 fue nominado a los Premios Golden Raspberry junto a todo el elenco de Grown Ups 2.
En 2025 participó en el reality show Next Level Chef con Gordon Ramsey y quedó eliminado en el primer episodio en la segunda ronda.[cita requerida]

## Vida privada
Nació en Nueva York y vivió durante cinco años en Israel. Actualmente vive en Chappaqua donde asiste al Horace Greeley High School. Goldberg juega baloncesto y fútbol. 

## Filmografía
| Año  | Título        | Papel                                              | Notas                                 |
| ---- | ------------- | -------------------------------------------------- | ------------------------------------- |
| 2006 | The Ant Bully | Niño con Casco / Nob / Equipo Rojo Número #1 (Voz) |                                       |
| 2010 | Choose        | Young Scarlip                                      |                                       |
| 2010 | Grown Ups     | Greg Feder                                         |                                       |
| 2013 | Grown Ups 2   | Greg Feder                                         | Nominación - Premios Golden Raspberry |

| Año       | Título                            | Papel                        | Notas                                              |
| --------- | --------------------------------- | ---------------------------- | -------------------------------------------------- |
| 2006–2010 | The Backyardigans                 | Papel Principal, Pablo (Voz) | 60 Episodios                                       |
| 2008      | Law & Order: Special Victims Unit | Adam Trembley                | Serie de televisión (Episodio "Unorthodox")        |
| 2009      | 30 Rock                           | Connor                       | Serie de televisión (Episodio "Jackie Jormp-Jomp") |